# Аблактација
Аблактација (лат. аblactatio = дојење) је метода хетеровегетативног размножавања, која се још назива и калемљење приљубљивањем, представља пандан постризогеним методама аутовегетативног размножавања, јер се племке спајају са подлогом док су на сопственом корену (који их “доји” до срастања са подлогом), а веза се прекида тек после срастања подлоге и племке.

## Извођење
Око матичне биљке одгајају се подлоге, директном сетвом или се посуде са подлогама укопају у земљу око матичне биљке. Ако се калеми у круну потребно је направити сталке за подлоге које се распоређују око стабла племке, или је племка на сталку, ако су подлоге у земљи. На погодној грани матичне биљке одабраној за племку, начини се уздужни елипсоидни рез 4-6 cm дуг. Идентичан рез се начини на стаблу подлоге на истој висини. Оба реза приљубљују се један уз други (камбијум на камбијум), увезују и премазују калемарским воском. Познате су и различите варијанте аблактирања у погледу реза. Калемљење је најбоље обавити крајем зиме или у рано пролеће, а може и целе године.
После срастања, што се види по образовању калуса на споју, јаком дебљању или разрастању племке, племка се оштрим ножем пресеца ниже од места спајања. Истовремено се превршује подлога изнад места споја. Ове пресеке треба премазати калемарским воском.

## Значај
Данас је ова метода готово напуштена и прибегава јој се само при отежаном срастању подлоге и племке, или код калемљења скупљих сортимената какав је случај са стабластом камелијом чија цена је 150-200€. Цена подлоге минималне висине 1,2 m (Camellia 'Dream Girl' на пример) 20€, а племке, пузаве камелије (Camellia sasanqua 'Marge Miller') која даје висећи изглед стаблашици 10€, што стабласту камелију чини више од 5 пута скупљом у односу на обичну садницу.
Мимоза (Acacia dealbata Link) се због спорог калусирања и срастања подлоге и племке размножава аблактацијом на подлози Acacia floribunda (Vent.) Willd